# Roberto Abbado

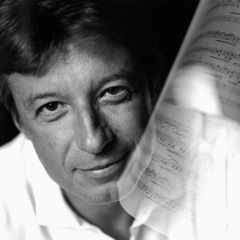

Roberto Abbado (30 de Dezembro de 1954) é um maestro italiano. Ele é o sobrinho do célebre maestro Claudio Abbado. Ele estudou condução sob os ensinamentos de Franco Ferrara em Veneza e na Academia Nacional de Santa Cecília, onde ele tornou-se o único aluno a ser convidado a conduzir da Orquestra da Academia Nacional de Santa Cecília. Ele estreou na condução de uma ópera aos vinte e três anos, conduzindo Simon Boccanegra.
Abbado foi o maestro chefe da Orquestra da Rádio de Munique de 1991 até 1998. Nos Estados Unidos ele foi apontado diretor artístico da Orquestra de Câmera Saint Paul, começando em 2005. 
CDs
- Puccini, Turandot- Roberto Abbado/Münchner Rundfunkorchester/Eva Marton/Ben Heppner/Margaret Price, 1993 Sony/RCA
- Bellini: I Capuleti e i Montecchi - Roberto Abbado/Münchner Rundfunkorchester/Vesselina Kasarova/Eva Mei/Ramón Vargas/Umberto Chiummo/Simone Alberghini, 1998 Sony/RCA. Pick of the Year 1999, BBC Music Magazine.
- Donizetti: Don Pasquale - Roberto Abbado/Münchner Rundfunkorchester/Renato Bruson/Eva Mei/Frank Lopardo/Thomas Allen, 1994 Sony/RCA
- Rossini: Tancredi - Roberto Abbado/Münchner Rundfunkorchester/Vesselina Kasarova/Eva Mei/Ramón Vargas/Veronica Cangemi, 1996 Sony/RCA. Echo der Klassik 1997.
- Florez, Arias for Rubini (Rossini/Bellini/Donizetti) - Roberto Abbado/S. Cecilia, 2007 Decca
- Flórez, L'amour - Roberto Abbado/Orch. Bologna, 2013 Decca. Diapason d'Or 2014.
- Garanca, Bel Canto - Elīna Garanča/Filarmonica del Teatro Comunale di Bologna/Roberto Abbado, 2009 Deutsche Grammophon. Echo der Klassik 2010.
- Luca Francesconi: Cobalt Scarlet - Rest - Orchestra Sinfonica Nazionale della RAI/Anssi Karttunen/Roberto Abbado, 2005 Stradivarius

DVDs & Blue-Ray
- Giordano, Fedora - Abbado Roberto/Freni/Domingo, 1997 Deutsche Grammophon
- Rossini, Zelmira - Roberto Abbado/Florez/Aldrich/Kunde, 2009 Decca
- Rossini, Ermione - Roberto Abbado/Ganassi/Kunde, 2009 Dynamic
- Rossini, Mosé in Egitto- Roberto Abbado/Ganassi/Zanellato/Korchak, 2012 Opus Arte